# Lana Škrgatić
Lana Škrgatić (Zagreb, 9. studenog 1980.), umjetničkog imena Lana.S, je hrvatska glazbenica, multiinstrumentalistica, kantautorica i glazbena pedagogica. Pofesorica je glazbene kulture i dramske umjetnosti u Američkoj međunarodnoj školi u Zagrebu. Školovala se u Londonu na Purcell School of Music i u Glasgowu na Royal Scottish Academy of Music and Drama. Osnivačica je ženskog glazbenog sastava C.U.R.E., povremena članica grupe Crvena jabuka te nekadašnja članica rock skupine Zabranjeno pušenje.

## Životopis
Škrgatić je rođena i odrasla u Zagrebu, a školovala se u Ujedinjenom Kraljevstvu. S pet navršenih godina krenula je u dječji zbor Trešnjevački mališani, a njen talent ubrzo je prepoznao voditelj skupine te joj povjerio solo izvedbu pjesme "Bubamaro", koja je objavljena na albumu "Mi smo djeca vesela" 1987. godine.
Počela je svirati klavir sa šest godina, a s 11 godina odlazi u London gdje dobiva stipendiju za glazbenu školu/internat The Purcell School of Music, te tamo ostaje do kraja mature. U to vrijeme bila je flautistica u orkestru London Youth Orchestra (1997. – 1999). Godine 1998. je osvojila je prvo mjesto na klaviru na glazbenom natjecanju North London Music Competition. Sljedeće godine u Londonu igra ulogu Nensi u mjuziklu "Oliver Twist". 
S 18 godina (1999.) dobiva stipendiju za glazbenu akademiju The Royal Scottish Academy of Music and Drama u Glasgowu. Za vrijeme studija svirala je flautu u Glasgow Royal Academy Orchestra. Diplomirala je 2003. godine.
Nakon studija, Škrgatić se vraća u Zagreb i angažira se u zboru Kazališta Komedija. U kolovozu 2005. godine počinje raditi kao profesorica glazbene kulture u Američkoj međunarodnoj školi u Zagrebu.
Od 2005-2015 gradi svoju karijeru u školi, vodi mnoge predstave i suraduje s raznim sastavima i u glazbenim prokektima.
U rujnu 2015. godine Škrgatić postaje članica sarajevske rock skupine Zabranjeno pušenje u kojoj svira saksofon, flautu, klavijature i pjeva prateći vokal. Kao članica Pušenja prvi put se pojavila u video spotu za pjesmu "Klasa optimist", s albuma "Radovi na cesti" (2013.), koji je prikazan u ljeto 2016. godine. Škrgatić daje svoje doprinos angažmanom na jedanaestom studijskom albumu Šok i nevjerica (2018.). U studenom 2019. godine Škrgatić napušta Zabranjeno pušenje i počinje raditi na svojem samostalnom projektu Lana.S, suraduje s grupom Crvena jabuka i nastavlja voditi ženski glazbeni sastav C.U.R.E. U ožujku 2021, Škrgatić potpisuje ugovor s diskografakom kućom Croatia Records.

## Diskografija
Zabranjeno pušenje
- Šok i nevjerica (2018.)
- Live in Skenderija Sarajevo 2018 (2022.)

Crvena jabuka
- Nocturno (2020)